# Jerzy Górski (triathlonista)
Jerzy Górski (ur. 4 grudnia 1954 w Legnicy) – polski triathlonista, mistrz świata w podwójnym Ironmanie z 3 września 1990.

## Kariera sportowa
W 1990 roku wystartował w kalifornijskim biegu Western States Endurance Run, który ukończył w czasie 28 godzin, 5 minut i 22 sekund, zajmując 142. miejsce. W tym samym roku wziął udział w Double Iron Triathlon (podwójny Ironman) w Huntsville, w którym zajął 1. miejsce. Dystans 7,6 km pływania, 360 km jazdy na rowerze i 84 km biegu pokonał w czasie 24 godzin, 47 minut i 46 sekund.
W 1991 roku wystartował w Maratonie Nowojorskim, uzyskując wynik 3 godzin, 1 minutę i 16 sekund.
W 1995 roku wziął udział w zawodach Ultraman World Championship na Big Island, gdzie dystans 10 km pływania, 421 km jazdy na rowerze i 84 km biegu pokonał w 31 godzin, 43 minuty i 32 sekundy.
Jerzy Górski jest członkiem Polskiego Związku Triathlonu, prezesem Centrum Sportowego „Głogowski Triathlon” i organizatorem wielu zawodów triathlonowych oraz biegów.
W 1990 roku otrzymał brązowy Medal za Wybitne Osiągnięcia Sportowe, natomiast w 1996 roku otrzymał przyznawany przez „Przegląd Sportowy” i Urząd Kultury Fizycznej i Turystyki tytuł Olimpionika.

## Historia życia
Droga do sukcesu sportowego Jerzego Górskiego nie była łatwa. W latach 1969–1982 był narkomanem, kilkakrotnie również przebywał w więzieniu, był w bardzo złym stanie fizycznym. Jego przemiana zaczęła się w 1984 r. w Monarze. W ciągu sześciu lat intensywnego treningu pod okiem m.in. Antoniego Niemczaka osiągnął poziom sportowy, pozwalający mu wygrać Double Ironman w Huntsville. Obecnie Jerzy Górski prowadzi swoją firmę Sport Górski, która jest wypożyczalnią sprzętu dla organizatorów imprez sportowo-rekreacyjnych, ale jednocześnie inicjatorem licznych imprez sportowych w regionie - m.in. Crossowej Ligi Biegowej, Triathlon Sława czy Biegu po miód w Przemkowie.
Ma żonę Ewę i dorosłą córkę Hannę.

## Odniesienia w kulturze
- Najlepszy. Gdy słabość staje się siłą – książka biograficzna autorstwa Łukasza Grassa, wydana w 2017 roku przez Ringier Axel Springer Polska sp. z o.o.
- Najlepszy – film fabularny w reż. Łukasza Palkowskiego, premiera 17 listopada 2017 roku.